# Brachionycha borealis
Brachionycha borealis är en fjärilsart som beskrevs av Smith 1899. Brachionycha borealis ingår i släktet Brachionycha och familjen nattflyn. Inga underarter finns listade i Catalogue of Life.